# Нью-Вілмінгтон (Пенсільванія)
Нью-Вілмінгтон (англ. New Wilmington) — місто (англ. borough) в США, в окрузі Лоуренс штату Пенсільванія. Населення — 2092 особи (2020).

## Географія
Нью-Вілмінгтон розташований за координатами 41°7′3″ пн. ш. 80°19′54″ зх. д. / 41.11750° пн. ш. 80.33167° зх. д. (41.117581, -80.331539).  За даними Бюро перепису населення США в 2010 році місто мало площу 2,82 км², з яких 2,75 км² — суходіл та 0,07 км² — водойми.

## Демографія
Згідно з переписом 2010 року, у селищі мешкало 2466 осіб у 556 домогосподарствах у складі 326 родин. Густота населення становила 873 особи/км².  Було 626 помешкань (222/км²).
Расовий склад населення:
| - 97,3 % — білих - 1,2 % — чорних або афроамериканців - 0,4 % — азіатів - 0,1 % — корінних американців |

До двох чи більше рас належало 0,9 %. Частка іспаномовних становила 0,9 % від усіх жителів.
За віковим діапазоном населення розподілялося таким чином: 10,9 % — особи молодші 18 років, 70,7 % — особи у віці 18—64 років, 18,4 % — особи у віці 65 років та старші. Медіана віку мешканця становила 21,7 року. На 100 осіб жіночої статі у селищі припадало 74,6 чоловіків;  на 100 жінок у віці від 18 років та старших — 72,9 чоловіків також старших 18 років.
Середній дохід на одне домашнє господарство  становив 62 448 доларів США (медіана — 53 125), а середній дохід на одну сім'ю — 82 260 доларів (медіана — 68 906). Медіана доходів становила 48 859 доларів для чоловіків та 36 250 доларів для жінок. За межею бідності перебувало 11,4 % осіб, у тому числі 9,7 % дітей у віці до 18 років та 4,2 % осіб у віці 65 років та старших.
Цивільне працевлаштоване населення становило 914 осіб. Основні галузі зайнятості: освіта, охорона здоров'я та соціальна допомога — 37,4 %, мистецтво, розваги та відпочинок — 18,7 %, роздрібна торгівля — 10,9 %, виробництво — 7,8 %.